# كنت كورتس
كنت كورتس (بالإنجليزية: Kent Curtis)‏‏ (10 أكتوبر 1890 في ويتشيتا - 24 ديسمبر 1957 في فورت مايرز)؛ كاتب، وروائي، وكاتب للأطفال، وطيار من الولايات المتحدة.